# Nova Ves Petrijanečka
Nova Ves Petrijanečka – wieś w Chorwacji, w żupanii varażdińskiej, w gminie Petrijanec. W 2011 roku liczyła 895 mieszkańców.